# Nationaal park Podyjí
Het Nationaal Park Podyjí (Tsjechisch: Národní park Podyjí) is een Tsjechisch nationaal park dat in 1991 werd opgericht. Het nationaal park maakt deel uit van een grensoverschrijdend natuurgebied dat in Oostenrijk overgaat in het Nationaal Park Thayatal. Het 29 km² grote park omvat het dichtbeboste dal van de Dyje-rivier (Duits: Thaya), dat door zijn ligging langs het IJzeren Gordijn ongeschonden bleef (European Green Belt).

## Fauna en flora
Het park is voor 84% bebost met onder andere eik, beuk, haagbeuk. 77 beschermde plantensoorten komen voor in het gebied, waaronder harig alpenroosje, gele kornoelje, weichselboom, koningskaars, Turkse lelie. Er leven onder andere oehoe, visotter, esculaapslang, wilde kat, ijsvogel.